# Blauw glidkruid
Blauw glidkruid (Scutellaria galericulata) is een overblijvende plant die behoort tot de lipbloemenfamilie (Labiatae of Lamiaceae). Het is een plant van meestal natte, humusrijke grond in riet- en zeggenmoerassen, moerasbossen, langs het water, in duinvalleien en op vochtige, stenige plaatsen. In de duinen komt de plant ook voor op drogere grond. De plant komt van nature voor in de gematigde en koudere streken van het Noordelijk halfrond.
De plant wordt 15 tot 45 cm hoog, vormt wortelstokken en heeft een vierkantige stengel. De haren op de stengelribben staan naar beneden gericht. Dit in tegenstelling tot die bij klein glidkruid (Scutellaria minor), waarbij deze omhoog gericht zijn. De 3 tot 10 cm lange, eirond-lancetvormige bladeren zijn ondiep gekarteld-gezaagd en hebben een hartvormige voet. De onderzijde van het blad is vaak roodachtig gekleurd. Ook de stengel is onderaan vaak roodachtig gekleurd.
Blauw glidkruid bloeit van juni tot september met diep paarsblauwe, soms lichtroze, 12 tot 20 mm lange, behaarde bloemen, waarvan het honingmerk bleker is. De bloem heeft een omhoog gebogen kroonbuis. De kelk is ongeveer 4 mm lang. Per bladoksel komt één bloem voor.
De vrucht is een vierdelige splitvrucht.